# 지닌 메이슨
지닌 메이슨(Jeanine Mason, 1991년 11월 4일 ~ )는 미국의 배우, 댄서이다. 미국의 댄스 경연 프로그램 《유 캔 댄스》 시즌 5 우승자이다.

## 출연 작품
- 돌리 파튼의 크리스마스 온 더 스퀘어 - 페리시티 소렌슨 역